# Ptichodis perspicua
Ptichodis perspicua là một loài bướm đêm trong họ Erebidae.